# His New Mamma
His New Mamma è un cortometraggio statunitense del 1924, diretto da Roy Del Ruth.

## Trama
Come regalo di Natale Harry riceve una “nuova mamma”, ovvero la recente fidanzata del padre, che è in realtà un’avventuriera interessata solo agli averi della famiglia.
Ne nasce uno screzio fra padre e figlio, a seguito del quale Harry si trasferisce in California, dove lavora come taxista e fa la conoscenza di Alice, una giovane ereditiera.
Su una spiaggia alla quale aveva accompagnato alcune allegre clienti, Harry incontra piuttosto inaspettatamente la “nuova mamma”, che, dopo aver depredato di tutti i suoi averi (con l’aiuto di un complice), il padre, era in procinto di contrarre un altro matrimonio di puro interesse (per lei).
Con l’aiuto di Alice, egli riuscirà ad impedire alla “nuova mamma” l’ulteriore truffa, e a mandare a monte il nuovo prospettato matrimonio.